# Кшешовице
Кшешовѝце (на полски: Krzeszowice) е град в Южна Полша, Малополско войводство, Краковски окръг. Административен център е на градско-селската Кшешовишка община. Заема площ от 16,97 км2.

## Население
Според данни от полската Централна статистическа служба, към 1 януари 2014 г. населението на града възлиза на 10 268 души. Гъстотата е 605 души/км2.